# Caprifoliaceae
Le Caprifoliaceae (Caprifoliaceae Juss.) sono una famiglia di piante angiosperme dell'ordine Dipsacales.

## Descrizione
Le Caprifoliaceae hanno portamento cespuglioso o rampicante (eccezionalmente anche arboreo).
Le foglie opposte, semplici, a margine intero, sono caratteristicamente fuse tra loro con varie modalità secondo le specie.
I fiori, monoclini, sono simpetali (i petali sono fusi tra loro in un tubo) con 4 o 5 lobi. L'ovario è infero e il calice è molto ridotto.
I frutti sono bacche o drupe.

## Distribuzione e habitat
Le Caprifoliacee sono largamente distribuite nell'emisfero boreale (Europa, Asia, Nordamerica e Nordafrica) e sono assenti dall'emisfero australe, salvo qualche piccola sbordatura in Indonesia.

## Tassonomia
La famiglia delle Caprifoliaceae appartiene all'ordine delle Dipsacales.
La moderna classificazione APG IV assegna alla famiglia i seguenti generi:
- Abelia R.Br.
- Bassecoia B.L.Burtt
- Cephalaria Schrad.
- Diabelia Landrein
- Diervilla Tourn. ex Mill.
- Dipelta Maxim.
- Dipsacus L.
- Heptacodium Rehder
- Knautia L.
- Kolkwitzia Graebn.
- Leycesteria Wall.
- Linnaea Gronov. ex L.
- Lomelosia Raf.
- Lonicera L.
- Morina L.
- Nardostachys DC.
- Patrinia Juss.
- Pseudoscabiosa Devesa
- Pterocephalidium G.López
- Pterocephalus Vaill. ex Adans.
- Pterothamnus V.Mayer & Ehrend.
- Pycnocomon Hoffmanns. & Link
- Scabiosa L.
- Succisa Haller
- Succisella Beck
- × Succisoknautia Baksay
- Symphoricarpos Duhamel
- Triosteum L.
- Triplostegia Wall. ex DC.
- Valeriana L.
- Valerianella Mill.
- Vesalea M.Martens & Galeotti
- Weigela Thunb.
- Zabelia (Rehder) Makino

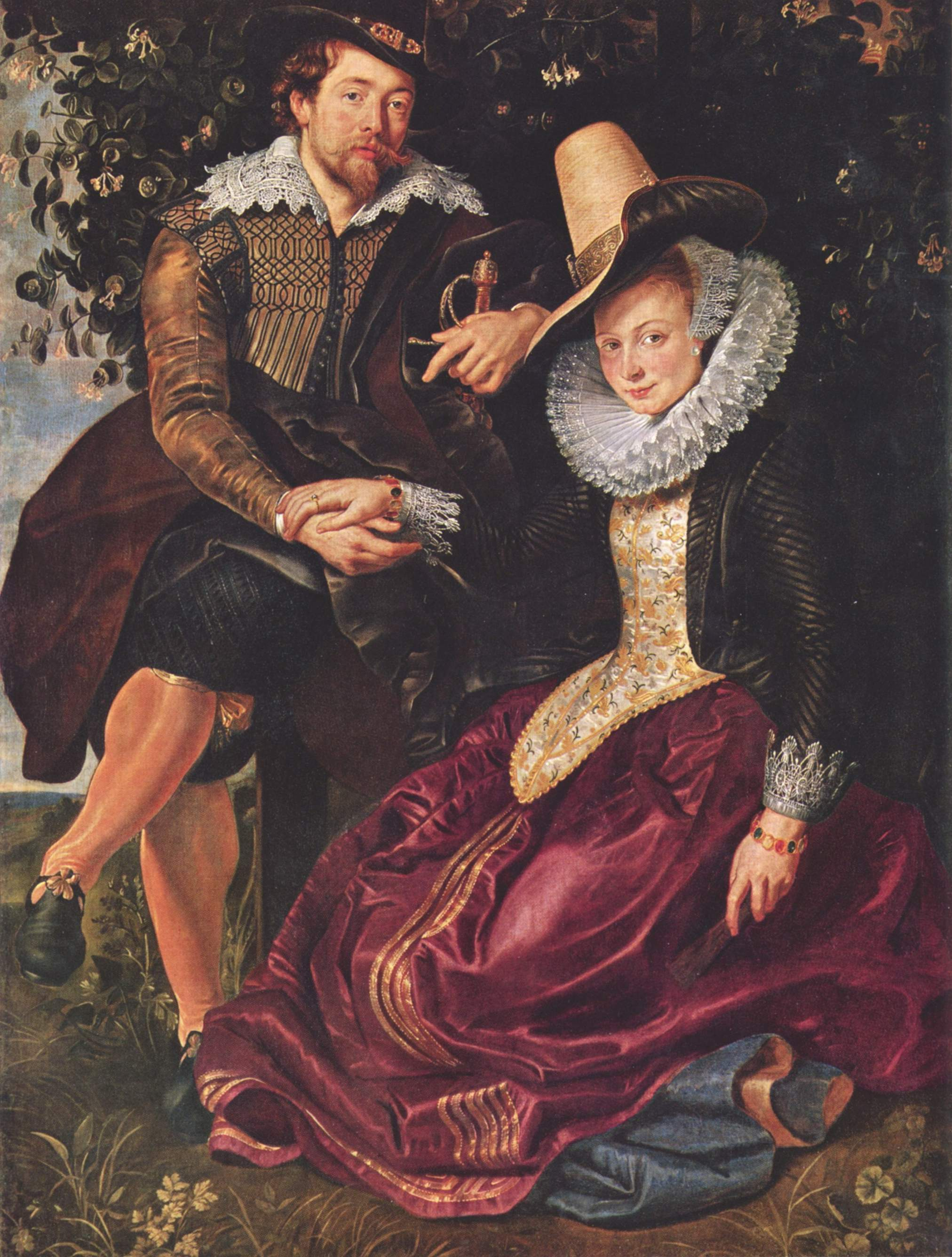
Peter Paul Rubens: „Autoritratto con la moglie Isabella Brant“, attorno a 1609

Tra i generi suddetti, Linnaea e Lonicera sono presenti nella flora italiana.
Due generi molto conosciuti in Italia, Sambucus e Viburnum, una volta inclusi nelle Caprifoliaceae, sono ora inclusi nelle Viburnaceae.

## Simbolismo
Nell'arte il caprifoglio è noto come simbolo di fedeltà matrimoniale, come ad es. nel quadro di Peter Paul Rubens: "Autoritratto con la moglie Isabella Brant sotto la pergola di caprifoglio" presso la Pinacoteca Vecchia di Monaco di Baviera.